# 溫森斯大學
温森斯大學（英語：Vincennes University，縮寫：VU）是一座位於美國印第安納州温森斯的男女共學的公立大學，是該州最古老的高等教育機構。1801年成立時叫做傑弗遜學院（Jefferson Academy）, 1889年開始成為兩年制大學，现在也有四年制的专业。当学生们有问题时他们能得到很好的个性化帮助，其主校區在温森斯，另外在賈斯珀、印第安納波利斯和布蘭奇堡還有3個校區。2017年《美國新聞與世界報道》未將其列入國内排名。

## 外部連結
- Official website
- Official athletics website
- Campus map

38°41′14″N 87°31′12″W / 38.687084°N 87.52003°W